# Mocidade Louca
GRES Mocidade Louca é uma escola de samba do grupo especial do município de Campos dos Goytacazes, situada na comunidade do Morrinho.

## História
Depois de ficar um tempo na cidade do Rio de Janeiro com seu irmão que, por sua vez, foi um dos fundadores do Grêmio Recreativo Escola de Samba Unidos de Lucas, Jorge da Paz Almeida, conhecido como Jorge Chinês (1917-2009), retorna à cidade de Campos com a ideia de fundar uma escola de samba no município.
Morador da Comunidade do Morrinho, Jorge Chinês foi um dos fundadores da atual Associação de Arte e Cultura Escola de Samba Mocidade Louca, idealizador e um dos fundadores da Associação das Escolas de Samba de Campos. O nome "Mocidade Louca" foi escolhido em função da juventude dos rapazes fundadores da escola de samba, Além de Jorge Chinês, a escola foi criada em conjunto com alguns outros personagens importantes como: “Licurgo, Geraldo Lanterneiro, Cutin, Silva Arante Carvalho (Russo), e a família Feydt toda, através do seu Zizo; no ano de 1958. A escola foi criada 10 anos antes da cidade de Campos oficializar os seus desfiles dos blocos de samba e sediar seu primeiro carnaval organizado, em 1968.
Com o crescimento da Mocidade Louca na década de 1960, Jorge Chinês articulou a aquisição de uma sede própria usando os próprios recursos da escola. Para poupar recursos, a construção da sede custou à Mocidade Louca um ano sem sair no desfile oficial. Também foi de grande ajuda neste propósito os esforços que Natal da Portela fez em auxílio à escola. A sede da escola situa-se na Rua Doutor Cardoso de Melo, 106; no bairro Parque Rosário.
Em 1992, os desfiles de Campos passaram a acontecer na Avenida 15 de Novembro; Em 2008 mudou pra Avenida 7 de Setembro e 2012 foi pra onde é hoje em dia, que é
o CEPOP - Centro de Eventos Populares Osório Peixoto. A escola foi campeã do Carnaval de Campos em 2009, repetindo o feito em 2010, porém com o Carnaval divido em duas ligas, sendo que competiu pela LIESCAM. Com a reunificação, em 2011 a Mocidade obteve a quarta colocação.
Foi quarta colocada em 2012, com um desfile considerado luxuoso, que contou com a presença de 2000 componentes. Recebeu críticas no sentido de que o enredo foi considerado um tanto complexo, e alguns componentes desfilaram descalços.
Desde 2014, no entanto, sob o discurso da ausência de verba pública, os desfiles não acontecem com frequência anual. O cancelamento do carnaval organizado nos últimos anos, por parte da prefeitura, tem provocado nos moradores e produtores de samba no Morrinho, um sentimento de frustração somado às tentativas de preservação da tradição carnavalesca e da cultura negra na comunidade.

## Segmentos

### Presidentes
| Nome             | Mandato | Ref.  |
| ---------------- | ------- | ----- |
| Jorginho de Ogum | ? - ?   | [ 9 ] |

### Presidentes de honra
| Nome       | Mandato | Ref.   |
| ---------- | ------- | ------ |
| Lucas Rony | 2017    | [ 10 ] |

### Diretores
| Ano  | Diretor de Carnaval | Diretor geral de harmonia | Mestre de bateria | Ref. |
| ---- | ------------------- | ------------------------- | ----------------- | ---- |
| 2015 | Não houve carnaval  |                           |                   |      |
| 2016 |                     |                           | ORELHA            |      |

### Coreógrafo
| Ano  | Nome | Ref. |
| ---- | ---- | ---- |
| 2015 |      |      |
| 2016 |      |      |

### Casal de Mestre-sala e Porta-bandeira
| Ano  | Nome | Ref. |
| ---- | ---- | ---- |
|      |      |      |
| 2016 |      |      |

### Rainhas de bateria
| Período | Rainha      | Madrinha | Ref. |
| ------- | ----------- | -------- | ---- |
| 2015    |             |          |      |
| 2016    | Kellen Gaya |          |      |

## Carnavais
| Ano  | Colocação   | Grupo    | Enredo                                                                     | Carnavalesco  | Intérprete   | Ref.                                      |  |
| ---- | ----------- | -------- | -------------------------------------------------------------------------- | ------------- | ------------ | ----------------------------------------- |  |
| 2008 | Vice-Campeã | Especial | Pirei com Nelcimar Pires                                                   |               |              | [ 11 ]                                    |  |
| 2009 | Campeã      | Especial | O intrépido santo: São Jorge Guerreiro; sua vida, sua história”.           | Jorge França  |              |                                           |  |
| 2010 | Campeã      | Especial | Na roleta da vida, a sorte está lançada                                    | Jorge França  |              |                                           |  |
| 2011 | 4ºlugar     | Especial | Sou negro, sou raça, sou religião; É África que bate forte em meu coração" | Jorge França  |              | [ 12 ]                                    |  |
| 2012 | 4ºlugar     | Especial | A estrela é você                                                           | Jorge França  | Anderson Paz | [ 13 ]                                    |  |
| 2013 | Campeã      | Especial | Sérgio Interlagos - Um Brasileiro                                          | Jorge França  | Daniel Silva | [ 14 ]                                    |  |
| 2014 | 4º lugar    | Especial | Bem ou mal, falem de mim, Sou Mocidade Louca até o fim...                  | Márcio Pessoa |              | [ 15 ] [ 16 ] [ 17 ] [ 18 ] [ 19 ] [ 20 ] |  |
| 2015 |             |          | Não Houve Desfile                                                          |               |              |                                           |  |
| 2016 |             | Especial |                                                                            |               |              |                                           |  |

- Commons